# الجمهورية الاشتراكية السوفياتية الباشكيرية ذاتية الحكم
الجمهورية الاشتراكية السوفيتية الباشكيرية ذاتية الحكم ((بالباشقيرية: Башҡорт Автономиялы Совет Социалистик Республикаhы)‏. (بالروسية: Башкирская Автономная Советская Социалистическая Республика)‏، Bashkirskaya Avtonomnaya Sovetskaya Sotsialisticheskaya Respublika )؛ المعروف أيضا باسم باشكيريا السوفيتية أو ببساط باشكيريا كانت جمهورية اشتراكية سوفيتية ذاتية الحكم داخل روسيا الاتحادية الاشتراكية السوفيتية. حاليا يعرف باسم باشكورتوستان.
كانت الجمهورية الباشكيرية الاشتراكية السوفيتية أول جمهورية سوفيتية تتمتع بالحكم الذاتي في جمهورية روسيا الاتحادية الاشتراكية السوفيتية.

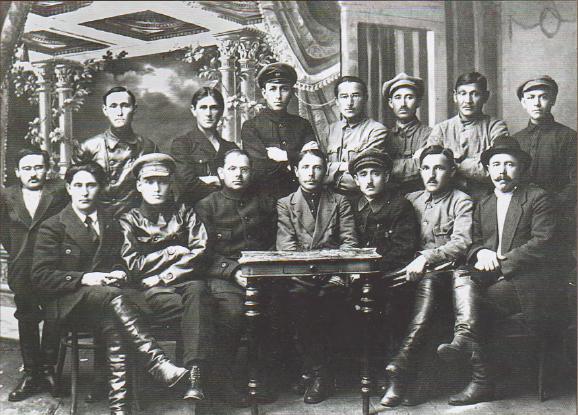
أعضاء حكومة الباشكير، 20 يونيو 1920

## الموقع
تحتل الجمهورية مساحة 143,600 كـم2 (55,400 ميل2) في الركن الجنوبي الشرقي الأقصى من روسيا الأوروبية، يحدها من الشرق جبال الأورال وضمن سبعين كيلومتراً من الحدود الكازاخية في أقصى الجنوب.

## التاريخ
استوطن المنطقة الباشكيريون الأتراك الين كانوا من البدو الرحل من السهوب خلال هيمنة القبيلة الذهبية في القرن الثالث عشر. وصل الروس في منتصف القرن السادس عشر، حيث أسسوا مدينة أوفا، عاصمة الجمهورية الآن. اندلعت العديد من الانتفاضات المحلية معارضةً لاستوطان العدد المتزايد من السكان الروس في القرون التي تلت ذلك. تخلى الباشكير أخيرًا عن حياة البدو الرحل في القرن التاسع عشر، حيث تبنوا أسلوب الحياة الزراعي الذي لا يزال وسيلة دعمهم الأساسية. اختفى الهيكل الاجتماعي التقليدي للعشائر إلى حد كبير. الديانات الغالبة لسكان الباشكير هي الإسلام، الذي تبنته الأغلبية، والأرثوذكسية الروسية. في عام 1919 كانت ساحة الباشكيريا، التي كانت ساحة قتال رئيسية للحرب الأهلية الروسية، أول منطقة عرقية تُعتبر جمهورية تتمتع بالحكم الذاتي في روسيا في ظل الحكومة الشيوعية الجديدة. أعلنت الجمهورية سيادتها داخل الاتحاد السوفيتي في 11 أكتوبر 1990 بصفتها الجمهورية الباشكيرية الاشتراكية السوفيتية، وفي عام 1992 أعلنت استقلالها التام. بعد ذلك بعامين، وافق باشكورتوستان على البقاء ضمن الإطار التشريعي للاتحاد الروسي، شريطة الاتفاق على مجالات الاختصاص المتبادلة.

## الاقتصاد
تتمتع الجمهورية بموارد معدنية غنية، خاصة البترول والغاز الطبيعي وخام الحديد والمنغنيز والنحاس والملح وحجر البناء. بنت الحكومة السوفيتية مجموعة متنوعة من الصناعات الثقيلة على قاعدة الموارد. لا تزال مهن الباشكير التقليدية في تربية الماشية وتربية النحل أنشطة اقتصادية مهمة.

## روابط خارجية
- رجال الدولة في العالم